# Georgios Firos
Georgios Firos (griechisch Γιώργος Φοιρός, * 8. November 1953 in Evosmos) ist ein ehemaliger griechischer Fußballspieler und Fußballtrainer. Nach dem Ende seiner aktiven Karriere begann Firos 1987 eine Trainerlaufbahn, die ihn in den folgenden Jahrzehnten zu zahlreichen Clubs in Griechenland und auf Zypern führte.

## Spielerkarriere
Firos begann seine Karriere 1972 bei Aris Thessaloniki, für die er acht Jahre spielte. 1980 wechselte er dann zum Lokalrivalen Iraklis Thessaloniki. Nach zwei Spielzeiten beendete er dort seine aktive Karriere.
International spielte er 52-mal für Griechenland. Firos spielte bei der Fußball-Europameisterschaft 1980 in Italien, wo er zweimal eingesetzt wurde.

## Trainerkarriere
Zu den von Firos betreuten Vereinen zählen der zyprische Club Olympiakos Nikosia sowie eine Reihe griechischer Teams, darunter Aris Thessaloniki, AO Kerkyra, Thrasyvoulos Fylis, Agrotikos Asteras, Levadiakos, Athlitiki Enosi Larissa (AEL), Panelefsiniakos, PAS Giannina, Xanthi FC, Apollon Kalamarias, OFI Kreta, Niki Volos, Diagoras, Iraklis Psachna, Pierikos und Aiginiakos. Die Engagements dauerten häufig nur eine oder zwei Saisons, einige Stationen führten ihn mehrfach zu demselben Verein zurück. Ein bekanntes Beispiel ist seine mehrfache Tätigkeit bei Aris Thessaloniki, wo er auch als Spieler große Erfolge gefeiert hatte.